# بنية حمض نووي ثالثية

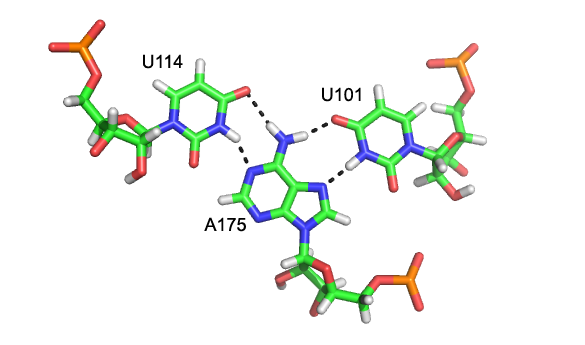
عرض عن قرب لثلاثي الثلم الكبير U114:A175-U101 المكوَّن في عقدة كاذبة طبيعية لتيلوميراز رنا بشري. الروابط الهيدروجينية ممثلة بخطوط سوداء متقطعة، ذرات الآزوت ملونة بالأزرق والأكسجين بالأحمر.

بنية الحمض النووي الثالثية (بالإنجليزية: Nucleic acid tertiary structure)‏ هو الشكل ثلاثي الأبعاد لمكثور حمض نووي. جزيئات الرنا والدنا قادرة على أداء وظائف متنوعة تترواح بين التعرف الجزيئي والتحفيز، تتطلب هذه الوظائف بنية ثالثية -ثلاثية الأبعاد- دقيقة. البنى الثالثية متنوعة ومعقدة لكنها مكونة من أنماط ثالثية متكررة يكون التعرف عليها سهل، وتعمل هذه الأنماط كوحدات بناء جزيئية. بعض أشهر أنماط الرنا والدنا الثالثية موصوفة بالأسفل، لكن هذه الأنماط (الهيئات) مبنية على عدد محدود من البني المحلولة. العديد من الأنماط الثالثية سيتم اكتشافها مع تحديد بنية جزيئات رنا ودنا جديدة.